# Shinkendō
Shinkendō (jap.真劍道) ist eine Kampfkunst, die den Weg des bewaffneten Samuraikampfes lehrt. Shin (真) kann mit ernsthaft, ken (劍) mit Schwert und dō (道) mit Weg übersetzt werden. Eine mögliche Übersetzung wäre so Weg des ernsthaften Schwertes.  Hauptsächlich wird in dieser Kampfkunst das Katana benutzt. Toshishiro Obata ist Begründer und Lehrer in der Kokusai Shinkendō Renmei (Internationalen Shinkendo-Vereinigung).
Shinkendō umfasst alle Aspekte des Schwertkampfes: Suburi (Schwing-Übungen), Battoho (Methoden des Schwertziehens), Tanren Kata (Einzelformen), Tachiuchi (Übungskampf) und Tameshigiri  (Schnitttests).